# ناحیه سنت البنز، شهرستان هنکاک، ایلینوی
ناحیه سنت البنز (به انگلیسی: St. Albans Township) یک منطقهٔ مسکونی در ایالات متحده آمریکا است که در شهرستان هنکاک، ایلینوی واقع شده‌است. ناحیه سنت البنز ۲۰۳ متر بالاتر از سطح دریا واقع شده‌است.